# Kechari mudra
Khecarī Mudra è un mudrā della disciplina yoga di natura psicofisica realizzato con la lingua.

## Posizione
(Hatha yoga pradipika)
Il mudra viene effettuato inserendo la lingua al di sopra del palato molle e nella cavità nasale stimolando le ghiandole della sella turcica.
Negli stadi iniziali ed applicabili per la maggior parte dei professionisti, la punta della lingua tocca il palato molle il più lontano possibile, senza sforzare, e si mette in contatto con l'ugola nella parte posteriore della bocca. Lo sguardo deve puntare lo spazio tra gli occhi sopra il naso.